# 車打芝士
車打芝士（英語：Cheddar cheese），原產自英國西南部的切达村，屬於硬質芝士其中一種，是英美最常見的芝士之一，也是港式西餐最常使用的芝士類型。
切达起司是英國最受歡迎的起司，佔該國起司市場51%。它在美國是繼莫札瑞拉起司後第二受歡迎的起司，人年均消費量為10磅。

## 歷史

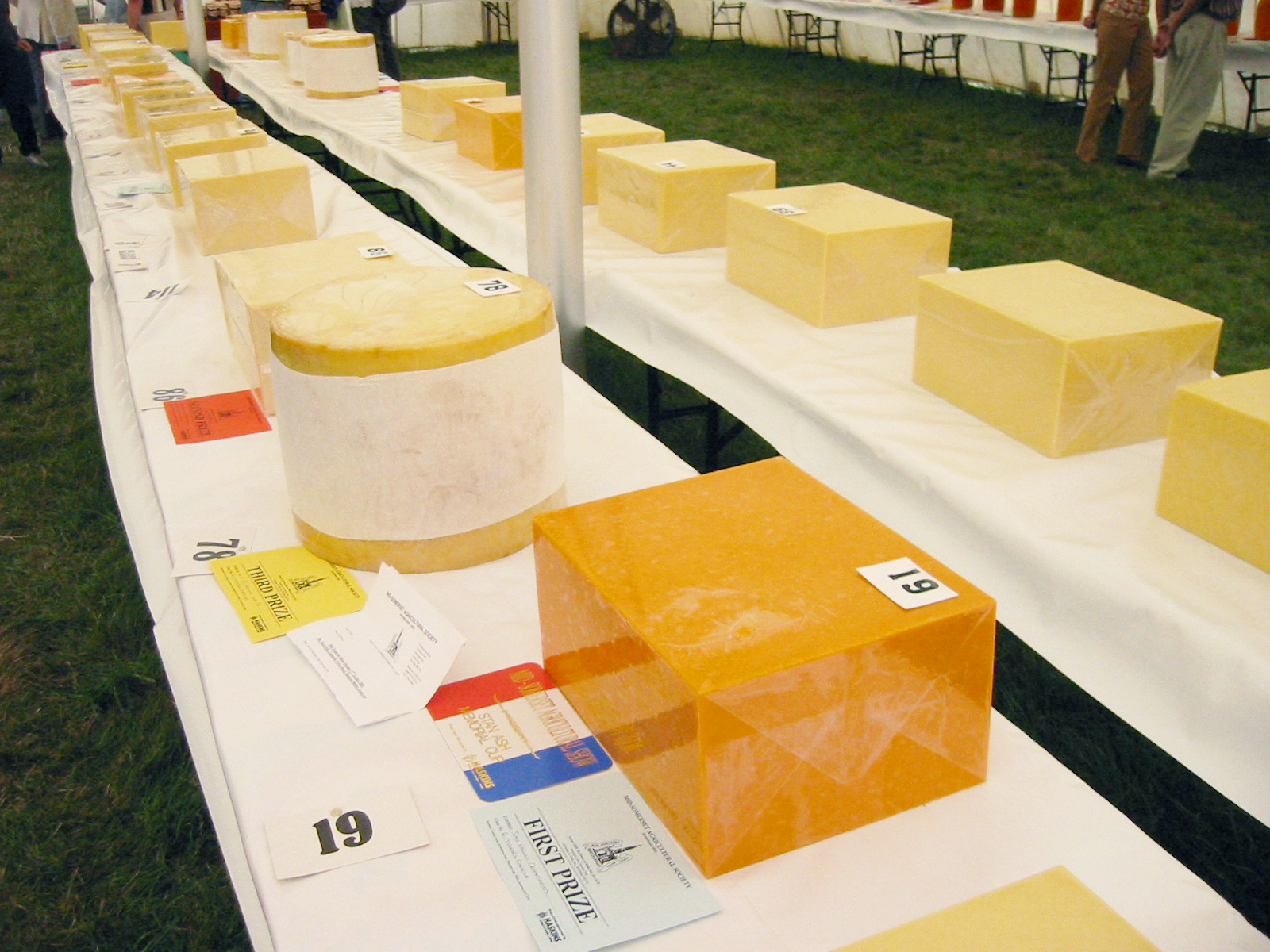
2003年中萨默塞特展览会上展出的切達起司

切达起司起源于英格兰西南部薩默塞特郡切达村，村庄的切达峡谷里有许多洞穴，为奶酪的成熟提供了理想的湿度和稳定的温度。传统上，切达奶酪必须在韋爾斯座堂方圓30英哩（48公里）內制作。 
19 世紀的薩默塞特郡酪農約瑟夫·哈丁在切达起司的現代化、標準化與革新中扮演了關鍵角色。由於他在技術上的創新、對乳品衛生的推廣，以及傳授現代起司製作技術的貢獻，哈丁被譽為「切达起司之父」。
他引入了多種新設備，包括自創的「旋轉破碎機」（revolving breaker），用來切割凝乳，這項發明大幅減輕了人工操作的負擔。他所提出的「約瑟夫·哈丁法」是第一套建立在科學原則之上的現代切达起司製作系統。哈丁曾表示，切达起司「不是在田裡製作，也不是在牛棚、牛體內製作，而是在乳品室中製作。」
哈丁與其妻子共同將切达起司引入蘇格蘭與北美，而他的兩個兒子亨利與威廉則分別將切达起司製作技術帶入澳洲，並協助在紐西蘭建立起起司產業。
第二次世界大战及戰後將近十年間，由于戰時經濟和配给制，英國大部分的牛奶都被用來製作「政府切达」（government cheddar），導致英國其他種類起司生產幾乎停擺。第一次世界大戰前，英國有超過3,500家起司製造商。而在第二次世界大戰後，僅剩不到100家。
据美国农业部研究人员称，切达起司是世界上最受欢迎的起司，也是科学出版物中研究最多的奶酪类型。

## 製作

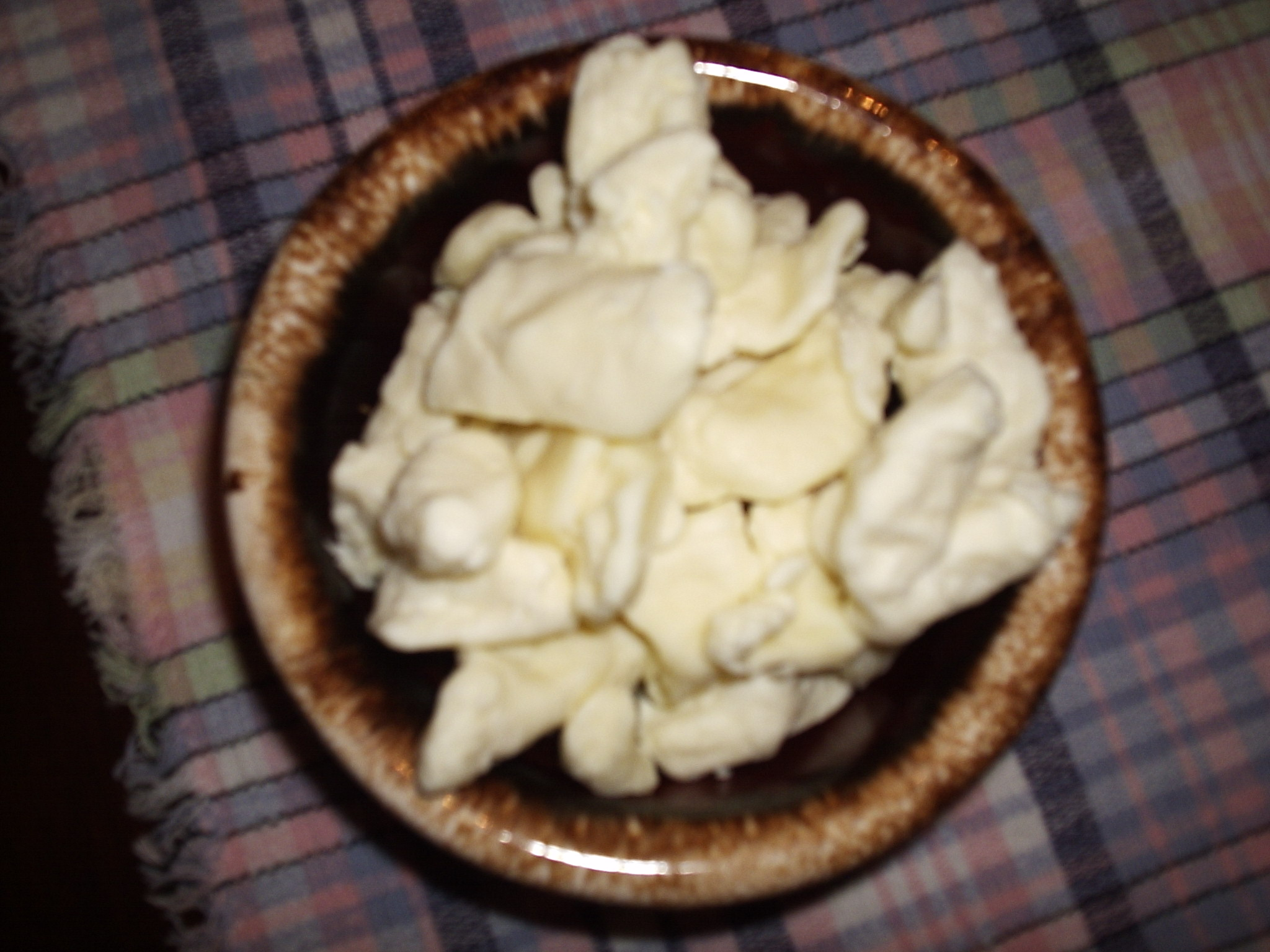
一碗起司凝塊

在製作切達起司过程中，凝乳酶會使凝乳和乳清分离。凝乳酶通常出現在牛犊胃中，而在素食或猶太飲食法奶酪中，则会使用细菌、酵母或真菌產生的凝乳酶。
堆釀（Cheddaring）是切達起司生產時一道額外工序：將凝乳與鹽在加熱後混合，切塊後將乳清瀝乾，接著堆疊。
味道濃郁的超成熟切達起司（Extra-mature cheddar，又名陳年切達起司）需要熟成15個月以上。切達起司需要恆溫保存，通常需要放入特殊設備中。洞穴是讓起司熟成的良好地點，至今仍有切達起司在製作時會製於伍基洞或切达峡谷的洞穴中熟成。另有些切達起司在製作時會烟熏。

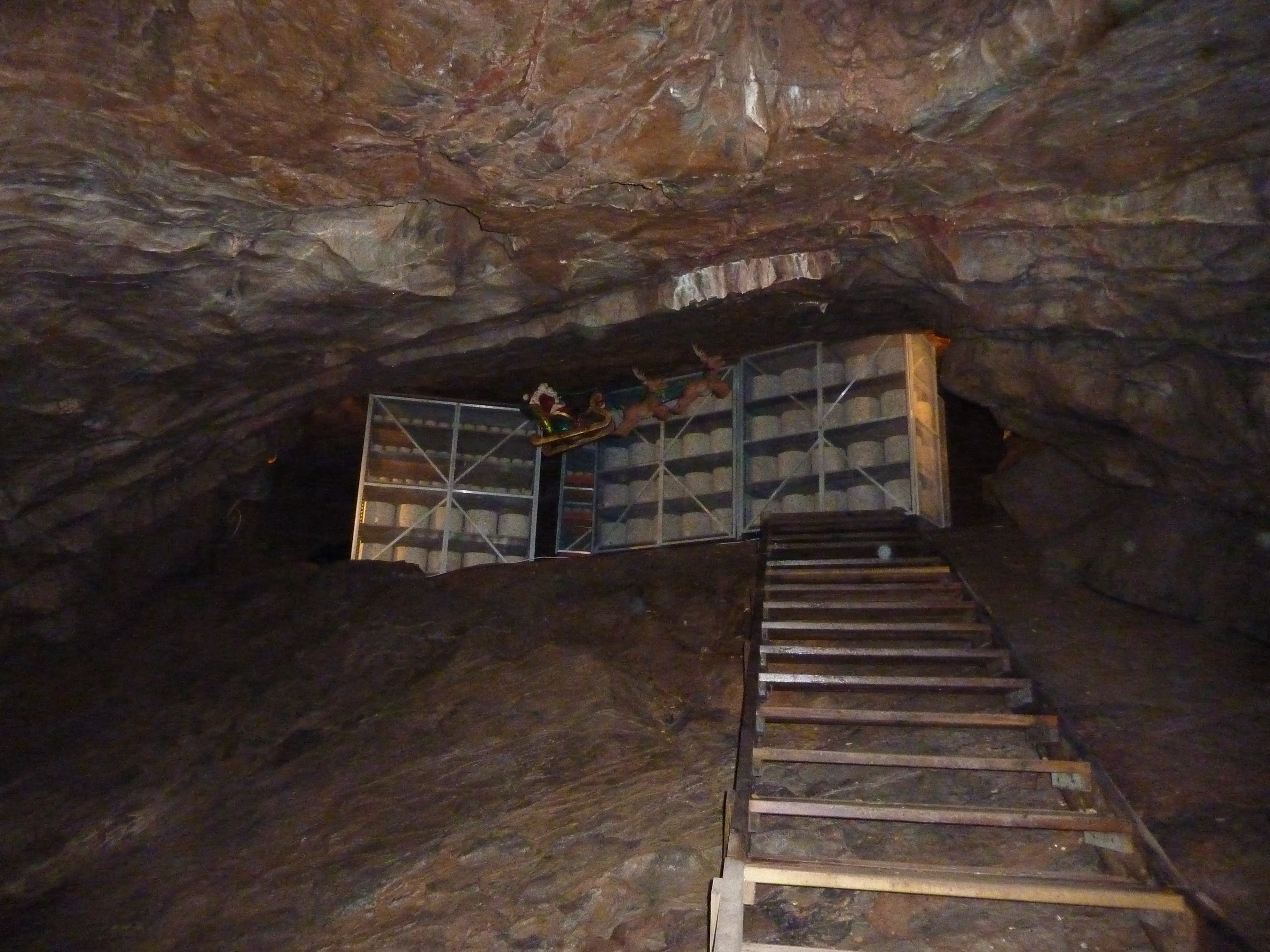
切达奶酪在切达峡谷洞穴中熟成

## 特色

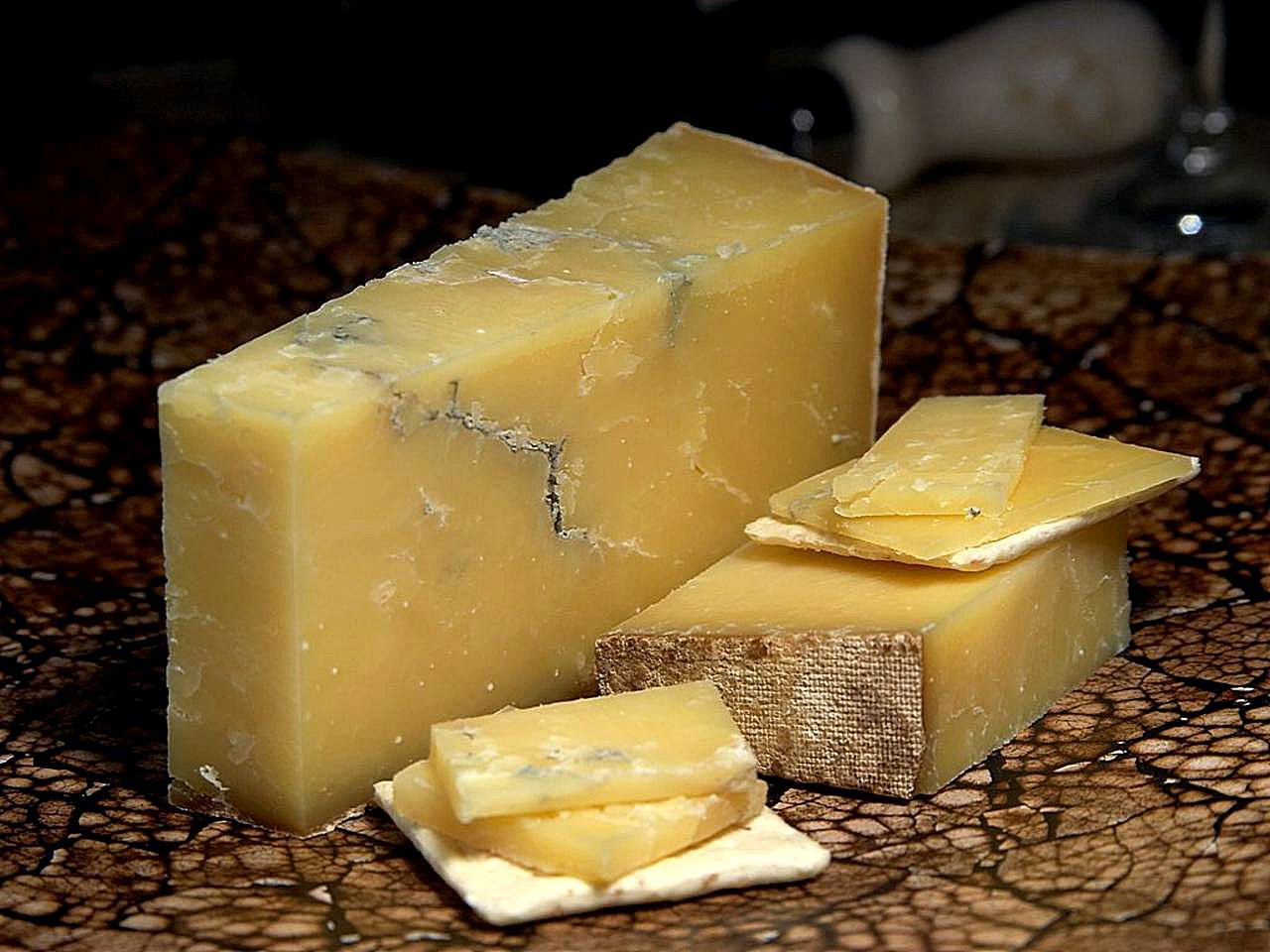
成熟后产生霉菌纹路的車打芝士

約瑟夫·哈丁於1864年描述薩默塞特車打芝士的理想品質為：「質地緊實堅固，但口感柔滑，味道濃郁，在口中融化，風味飽滿細緻，近似榛果香氣。」
以傳統方式製成的車打芝士往往具有辛辣、濃烈的風味，有時帶些許泥土氣息。所謂的「辛辣度」通常與其中的苦味肽含量相關。研究發現，苦味對於人們對熟成車打風味的整體感知具有重要影響。
車打芝士質地堅實，而農家自製的傳統起司則略微易碎。若熟成充分，則應該含有明顯的乳酸钙結晶，這些起司晶體通常在熟成超過六個月時會開始形成。
車打芝士的顏色可以從深黃色到淺黃色，若加入某些植物萃取物（如甜菜汁），也可能呈現黃橙色。其中常見的添加物是萃取自熱帶胭脂樹的胭脂树红。這種色素原本用來模擬以吃草為主的澤西牛與根西牛所產之高品質牛奶的自然色澤，同時也可能帶來甜美、堅果般的風味。
美國最大的切達起司生產商卡夫亨氏使用胭脂樹紅與辣椒提取物混合調色。
切達起司有時會包裝於黑色蠟中，至今仍可見，但更常見以塗上豬油的布包裹。這種包裝既能防止污染，又能讓起司「呼吸」。

### 原始切達
慢食運動發起了切達起司保護計畫（cheddar presidium），主張僅有三種切達起司能被稱為「原始切達」（Ｏriginal cheddar）。其標準甚至比「西郡農莊切達」（West Country Farmhouse Cheddar）的原產地名稱保護更嚴格，要求起司必須在薩默塞特製作，並遵循傳統方法，例如使用生乳、傳統動物凝乳酶，以及布料包裹熟成。

## 國際生產

### 澳洲
截至2013年，切达起司占据澳大利亚起司市场55%以上，年平均消费量约为7.5公斤。切达起司在該國非常常见，商家通常依據起司的口味銷售，例如「溫和」、「美味」、「濃烈」等。 

### 加拿大
19世纪中叶，加拿大爆发小麦蠓后，安大略省的农民开始大规模转向酪農業，切达起司成为該國主要的外銷貨。20世纪初，安大略省有逾1千家切达起司工厂，成为加拿大继木材之后的第二大出口产品。 
在1904年，加拿大切达起司出口总额超過2億磅（約1億公斤） 。但到了2012年，加拿大轉為起司净进口国，起司商詹姆斯·L·卡夫的生意興衰被認為與加拿大起司貿易起落有關。
加拿大切達司起年產量約12萬公噸，約4成產於魁北克省，3成6產於安大略省，剩下產於其他省分。

### 紐西蘭
紐西蘭的切达干酪大部分由工厂生产，少部分是手工生產。工廠生產的起司多於國內銷售，而乳製品公司安佳則將起司運往英國熟成。

### 英国

英格兰西部四个郡可生产原產地名稱保護的切达起司

目前，只有切达峡谷起司公司於切达生产起司。“切达”名称不受欧盟或英国法律保护，但「西郡農莊切達」（West Country Farmhouse Cheddar）則有欧盟农产品地理标示和传统特产标识及英國原產地名稱保護。西郡農莊切達僅能於萨默塞特郡、德文郡、多塞特郡和康沃爾郡生产，并使用产自这些郡的牛奶。
切达起司通常分為溫和、中味、成熟、超成熟或陈年出售。奥克尼群岛生产的切达起司以“奥克尼苏格兰岛切达”（Orkney Scottish Island Cheddar）為名於歐盟註冊。这项保护凸显奥克尼苏格兰岛切达自1946年以来代代相传的传统工法及其独特性。

### 美国

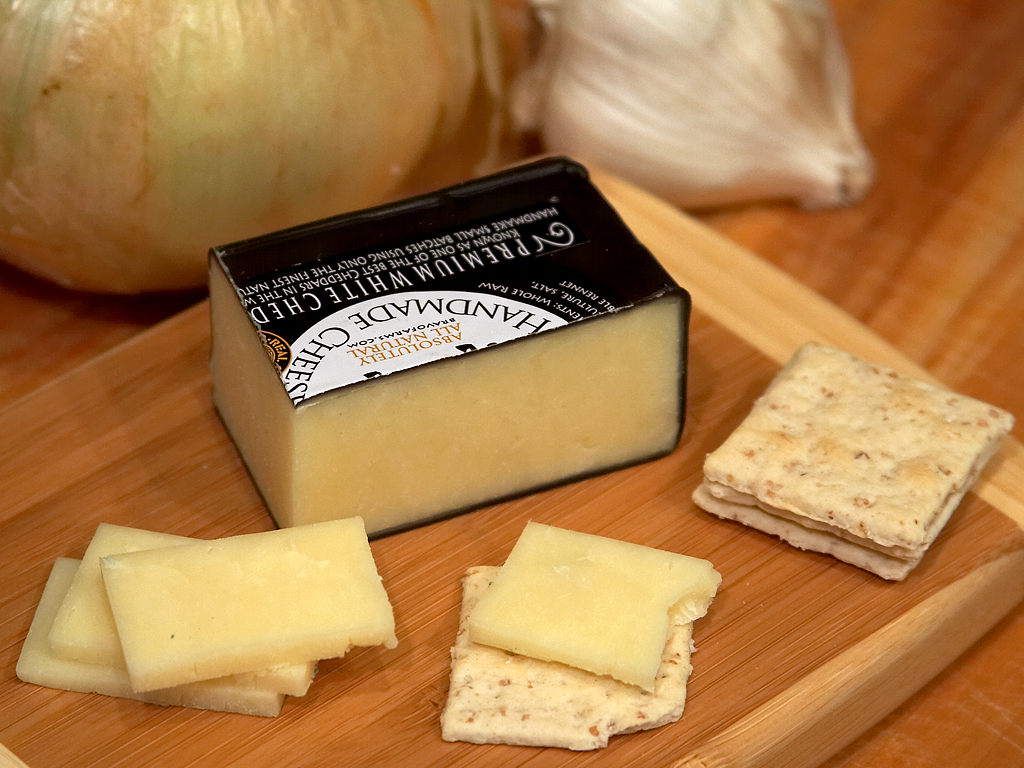
来自加利福尼亚州的切达起司

威斯康辛州是美国切达起司产量最多的州，其他产地包括加利福尼亚州、爱达荷州、纽约州、佛蒙特州、俄勒冈州、德克萨斯州和奧克拉荷馬州。市面上有多种切达干酪，包括溫和、中味、浓味、特浓味、纽约風格、白切达起司和佛蒙特風格 。 
切达起司是美国农业部用来追踪美国整体乳業状况的几种产品之一。官方每周发布报告，详细说明起司价格和产量。

## 軼聞
美国总统安德鲁·杰克逊曾在白宫舉辦切達起司招待會，提供數百公斤切達起司，據說白宮裡起司味瀰漫數周。此事件在電視劇《白宫群英》中多次提及，歐巴馬總統也曾致敬舉辦線上「大起司日」（Big Block of Cheese Day）。
加拿大詩人詹姆斯·麦金太尔曾作詩《重達7000多磅的猛獁象起司頌歌》描述在加拿大生產並於紐約、英國展出的切達起司。
1893年，安大略省珀斯镇的农民生产重達1萬公斤的巨型起司，於芝加哥世界博覽會展出。它原預計在加拿大展區展出，卻因掉落而置於农业大楼地上。它在博览会上获得最多新闻关注，最終被授予铜牌。 
1964年世界博覽會時，威斯康辛州酪農製作一塊重达34,591磅（15,690）的起司，需16000頭乳牛產乳一日才能收集足夠原料。
2012年，威斯康辛州起司店老闆爱德华·扎恩（Edward Zahn）無意間发现一批熟成40年的切達起司。這批陳年起司外部有大量起司晶體，使口感更浓稠且极其辛辣。

## 另見
- 起司列表（英语：List of cheeses）
- 魏吉納德（英语：Wedginald）